# Blanchard Hill
La Blanchard Hill (collina Blanchard) è una collina situata tra il Monte Kelsey e il Whymper Spur, nella Scarpata dei Pionieri della Catena di Shackleton, nella Terra di Coats in Antartide. 
Nel 1967 fu effettuata una ricognizione aerofotografica da parte degli aerei della U.S. Navy. Un'ispezione al suolo fu condotta dalla British Antarctic Survey (BAS) nel periodo 1968-71.
L'attuale denominazione fu assegnata nel 1971 dal Comitato britannico per i toponimi antartici (UK-APC), in onore di Robert Blanchard, inventore americano di una tenda leggera da montagna che utilizzava un'intelaiatura rigida da posizionarsi all'esterno della tenda stessa.